# وندوآر
وُندوآر (به فرانسوی: Vendoire) یک کمون در فرانسه است که در دوردوین واقع شده‌است.

## خصوصیات
وُندوآر ۱۱٫۶۵ کیلومترمربع مساحت و ۱۴۹ نفر جمعیت دارد و ۱۳۰ متر بالاتر از سطح دریا واقع شده‌است.